# إدواردو غيريرو (دراج)
إدواردو غيريرو (بالإسبانية: Eduardo Guerrero)‏ هو دراج كولومبي، ولد في 23 فبراير 1971.

## وصلات خارجية
- إدواردو غيريرو على موقع أرشيف الدراجات (الإنجليزية)
- إدواردو غيريرو على موقع إحصائيات الدراجات الإحترافية (الإنجليزية)